# Концевой, Григорий Степанович
Григорий Степанович Концевой (3 (16) мая 1914 — 1991) — советский военачальник, участник Великой Отечественной войны, командующий воздушными армиями, Военный лётчик 2-го класса, генерал-лейтенант авиации. Кавалер орденов Ленина и Британской Империи.

## Биография
Родился 3 (16) мая 1914 года в г. Екатеринославе (ныне — г. Днепр, Украина). Окончил 7 классов школы в 1929 году. В РККА с 1934 года, в 1937 году окончил Харьковскую военную авиационную школу летчиков. Проходил службу в Ленинградском и Закавказском военных округах на летных должностях. Участник боев на реке Халхин-Гол в июне — августе 1939 г. в должности адъютанта авиационной эскадрильи 56-го истребительного авиационного полка на самолетах И-16 и И-153. Выполнил 115 боевых вылетов. В должности адъютанта авиационной эскадрильи 38-го истребительного авиационного полка участвовал в Советско-финляндской войне.
С началом Великой Отечественной войны — в действующей армии. В 1941 году — командир эскадрильи 269-го истребительного авиационного полка, с 1942 года — летчик-инспектор по технике пилотирования Управления 5-й воздушной армии, а с февраля 1945 года — заместитель командира 192-го истребительного авиационного полка. Воевал на Крымском, Северо-Кавказском и 2-м Украинском фронтах. Выполнил 127 боевых вылетов на истребителях И-153 и Ла-7.
После войны продолжал службу в строевых частях ВВС на командных должностях. В 1947 году окончил Липецкие высшие летно-тактические курсы. Далее продолжал службу в должностях командир полка, заместителя командира дивизии, командира дивизии. В 1952 году назначен заместителем командующего 29-й воздушной армией Дальневосточного военного округа. В 1956 г. окончил Военную академию Генштаба. После её окончания назначен заместителем командующего 54-й воздушной армией по ПВО. С января 1957 года — командующий 29-й воздушной армии. В 1957 году после объединения 29-й и 54-й воздушных армий назначен командиром смешанного авиационного корпуса. В 1959 году назначен командующим 37-й воздушной армией. С 1962 года — начальник факультета
Военно-воздушной академии в Монино. В 1973 году вышел в запас. 
Проживал в Монино. Умер в 1991 году, похоронен на Монинском мемориальном военном кладбище.

## Награды
- Орден Ленина (30.12.1956)[2]
- Орден Красного Знамени (17.11.1939)[2]
- Орден Красного Знамени (19.04.1942)[2]
- Орден Красного Знамени (03.11.1953)[2]
- Орден Александра Невского (23.07.1945)[2]
- Орден Отечественной войны 1-й степени (11.01.1944)[2]
- Орден Отечественной войны 1-й степени (06.04.1985)[3]
- Орден Красной Звезды (15.11.1950)[2]
- Медаль За боевые заслуги (03.11.1944)[2]
- Медаль За оборону Кавказа (22.12.1942)[2]
- Медаль За взятие Вены (09.06.1945)[2]
- Медаль За победу над Германией в Великой Отечественной войне 1941—1945 гг. (09.05.1945)[2]
- Орден Британской Империи (Кавалер ордена, 1944 г).